# Neuvy-Saint-Sépulchre
Neuvy-Saint-Sépulchre ist eine französische Gemeinde im Département Indre in der Region Centre-Val de Loire. Sie hat 1657 Einwohner (Stand 1. Januar 2022) und liegt am Ufer des Flusses Bouzanne.
Der Name des Ortes leitet sich von seinem wichtigsten Bauwerk ab, der Stiftskirche Saint-Sépulchre. Die dem Apostel Jakob geweihte Kirche ist Station auf dem Jakobsweg, dem mittelalterlichen Pilgerweg nach Santiago de Compostela. Sie liegt an einer seiner vier Hauptrouten, der Via Lemovicensis von Vézelay zur spanischen Grenze bei Saint-Jean-Pied-de-Port. Seit 1998 ist sie deshalb als Teil des Weltkulturerbe der UNESCO „Wege der Jakobspilger in Frankreich“ ausgezeichnet.
Am 15. Juli 1257 gerieten die Chorherren von Neuvy Saint-Sépulchre in den Besitz einiger Tropfen des „Kostbaren Blutes“  und eines Fragmentes des Grabes Christi. Die Anwesenheit dieser Reliquien brachten Neuvy zwar ein Privileg unter den wichtigsten Etappen auf dem „Jakobsweg“. Damit wurden durch die danach in Frankreich erheblich abgenommenen Pilgerbewegungen Richtung Compostela die „echten“ Grabes- und Kreuzigungsreliquien in Neuvy zunehmend zum Ersatzziel ihrer Pilgerfahrt.

## Bevölkerungsentwicklung

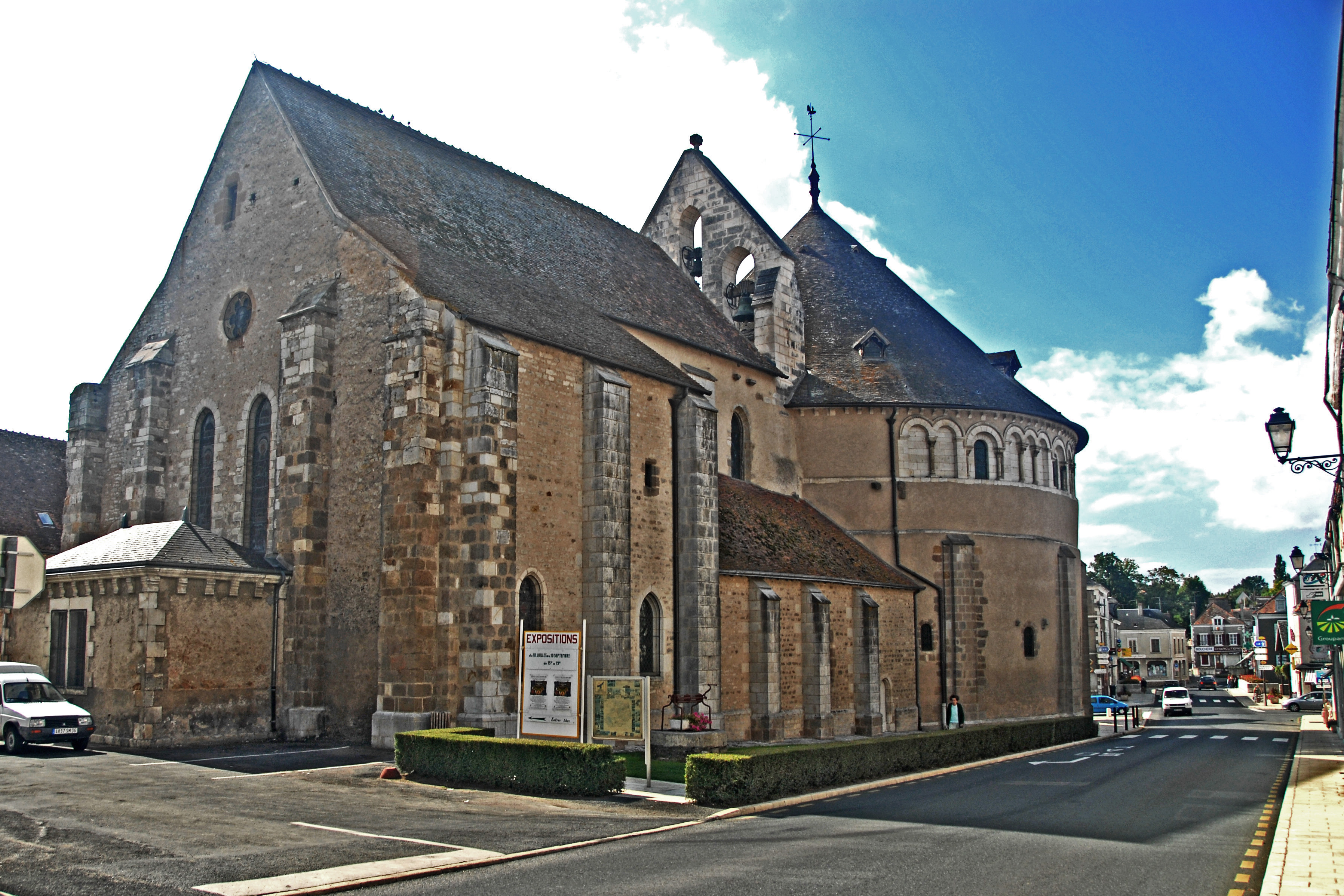
Stiftskirche Neuvy-Saint-Sépulchre, von Osten

| 1962 | 1968 | 1975 | 1982 | 1990 | 1999 | 2009 | 2017 |
| ---- | ---- | ---- | ---- | ---- | ---- | ---- | ---- |
| 1897 | 1804 | 1762 | 1819 | 1722 | 1654 | 1690 | 1653 |